# ミルナー予想 (トポロジー)
結び目理論でのミルナー予想(Milnor conjecture)は、{\displaystyle (p,q)} トーラス結び目のスライス種数(slice genus)は、
{\displaystyle (p-1)(q-1)/2.}
であるという予想である。この予想は、トム予想(Thom conjecture)と同じ流れにある。
ミルナー予想は、最初にゲージ理論による方法でピーター・クロンハイマー(Peter Kronheimer)とトーマツ・ムロフカ(Tomasz Mrowka)により証明された。ヤコブ・ラスムッセン(Jacob Rasmussen)は、後日、コバノフホモロジーを使い、s-不変量(s-invariant)により、純粋に組み合わせ的証明(combinatorial proof)を与えた。